# Conseil européen du 29 avril 2017
Le Conseil européen extraordinaire du 29 avril 2017 est consacré à définir les orientations selon lesquelles les Vingt-Sept vont négocier la sortie du Royaume-Uni de l'Union européenne, le Brexit. Auparavant, le 29 mars 2017, le Conseil européen a reçu la notification par le Royaume-Uni de son intention de se retirer de l'Union européenne et d'Euratom, au titre de l'Article 50 du TUE, faisant suite au référendum sur son appartenance à l'UE du 23 juin 2016. Le délai de deux ans prévu à l'Article 50 prend fin le 29 mars 2019.
Ce Conseil se tient dans un contexte marqué par des désaccords profonds concernant le Brexit entre le Royaume-Uni et l'UE sur les résultats espérés et les modalités de conduite des négociations souhaitées par les deux parties, mis en évidence notamment lors de la rencontre le 26 avril entre la Première ministre Theresa May et le Président de la Commission Jean-Claude Juncker. Ce sommet européen est aussi le dernier pour le Président français François Hollande, qui saisit l'occasion pour prononcer un ultime plaidoyer pro-européen.

## Conclusions
Les orientations adoptées par les Vingt-Sept fixent les principes fondamentaux selon lesquels les négociations seront conduites et les principales étapes de leur déroulé. Adoptées à l'unanimité, elles témoignent d'une grande unité des vingt-sept face au Royaume-Uni. Les Vingt-Sept veulent d’abord régler les questions du divorce avant de négocier un accord commercial bien que le Royaume-Uni ait plusieurs fois fait savoir qu’il préférait que cela se fasse en parallèle. Ils insistent aussi sur le fait que le futur statut de pays tiers du Royaume-Uni, qui sera libéré de ses obligations vis-à-vis de l’Union européenne, ne saurait lui donner les mêmes droits et avantages que celui d’un État membre. Le règlement des questions touchant les trois millions de ressortissants de l’UE vivant ou travaillant au Royaume-Uni constituent une priorité pour l'Union européenne.
La Commission européenne mènera ces négociations pour l'UE. Michel Barnier est désigné pour en assurer la direction.

## Sources